# Cordeiro
Pour les articles homonymes, voir Cordeiro (homonymie).
Cordeiro est une ville de l'État de Rio de Janeiro au Brésil. La ville comptait 19 764 habitants en 2010 et sa superficie est de 116 km2.

## Cordeiro est un Nom Portugais et ça veut dire agneau
1. ↑  IBGE